# Jiaolong
| Совокупная оценка | Совокупная оценка |
| Источник          | Оценка            |
| ----------------- | ----------------- |
| Metacritic        | 76/100            |
| Оценки критиков   |                   |
| Источник          | Оценка            |
| AllMusic          | [ 2 ]             |
| Drowned in Sound  | 7/10              |
| Los Angeles Times | [ 4 ]             |
| NME               | 8/10              |
| Now               | 4/5               |
| The Observer      | [ 7 ]             |
| Pitchfork         | 7.5/10            |
| Resident Advisor  | 4/5               |
| Spin              | 8/10              |
| XLR8R             | 8.5/10            |

Jiaolong  — шестой студийный альбом канадского певца Daphni (настоящее имя Дэниел Виктор Снейт) вышел 16 октября 2012 года на лейбле Merge Records
Это первый альбом в дискографии Снейта под псевдонимом Daphni, и он больше ориентирован на танцпол, чем его работа под именем Caribou.
Альбом 13 июня 2013 года был включен в длинный список номинантов на премию Polaris Music Prize (2013). Он получил положительные отзывы, хотя и меньше, чем предыдущий релиз Снейта, Swim.

## Отзывы
Альбом получил положительные отзывы музыкальной критики и интернет-изданий. В интернет-агрегаторе Metacritic, устанавливающем в среднем оценку до ста, основанную на профессиональных рецензиях, альбом получил 76 балла на основе полученных рецензий, что означает «получил в целом положительные отзывы от критиков».
Хизер Фарес из AllMusic назвал новый альбом Карибу-Снейта более танцевальным проектом, который «смел и прямолинеен, тогда как его основной проект сложен и утончен… С большим количеством сэмплов, клавишными с сырым звучанием и закольцованными битами Daphni работает с очень простой танцевальной музыкой».
Микеланджело Матос из журнал Spin отметил, что новая работа кажется ретро-территорией, через семплированный соул-вокал и духовые, «которые имеют головокружительно изменчивое качество винтажа», а в отдельных т реках «с причудливым минимализмом второй волны чикагского хауса начала 90-х».

## Список композиций
| №                   | Название                                          | Длительность |
| ------------------- | ------------------------------------------------- | ------------ |
| 1.                  | «Yes, I Know»                                     | 4:26         |
| 2.                  | «Ne Noya (Daphni Mix)» (в исполнении Cos-Ber-Zam) | 5:36         |
| 3.                  | «Ye Ye»                                           | 6:05         |
| 4.                  | «Light»                                           | 5:20         |
| 5.                  | «Pairs»                                           | 5:40         |
| 6.                  | «Ahora»                                           | 5:46         |
| 7.                  | «Jiao»                                            | 4:36         |
| 8.                  | «Springs»                                         | 4:21         |
| 9.                  | «Long»                                            | 6:02         |
| Общая длительность: | Общая длительность:                               | 47:52        |